# Elezioni presidenziali in Corea del Sud del 1956
Le elezioni presidenziali in Corea del Sud del 1956 si tennero il 15 maggio, e furono vinte da Syngman Rhee col 70% dei voti. L'affluenza fu del 94,4%.

## Contesto
In seguito alla vittoria alle elezioni presidenziali del 1952, il Presidente Syngman Rhee aveva assunto un potere sempre maggiore, e con il successo alle elezioni parlamentari del 1954 era stato nominato anche Primo Ministro, ottenendo un totale controllo sul Parlamento. Nel 1956 riuscì a far approvare un nuovo emendamento che gli permetteva di essere escluso dall'ineleggibilità alla carica di presidente dopo un periodo di otto anni. La terza elezione alla presidenza di Rhee sembrava ormai scontata quando il suo oppositore, Shin Ik-hee, segretario del Partito Nazionalista Democratico, cavalcò l'onda del dissenso popolare per organizzare enormi manifestazioni di piazza. Tuttavia, la sua morte improvvisa durante la campagna elettorale permise al presidente in carica di essere nuovamente eletto e di sconfiggere facilmente l'oppositore di sinistra Cho Bong-am, il quale in seguito venne accusato di spionaggio e messo a morte nel 1959.